# Neuber Alajos
Neuber Alajos dr. (Babocsa, 1924 – 2019. március 13. vagy előtte) magyar nemzeti labdarúgó-játékvezető. Polgári foglalkozása MÁV-jogtanácsos.

## Pályafutása
Miután egyetemi tanulmányait befejezte, játékvezetésből 1952-ben Budapesten a BLSZ Játékvezető Bizottsága (JB) előtt vizsgázott. A BLSZ keretében tevékenykedett. Az MLSZ a Játékvezetői Tanács (JT) minősítésével 1960-tól NB II-es bíró. Az 
NB I-es játékvezetői keret mellett foglalkoztatott partbírói csoport tagja volt. Országos bíróként sok (NB II-es, NB I/B-s és NB I-es) mérkőzésen foglalkoztatták. Több nemzetek közötti válogatott és klubmérkőzésen segítette a játékvezetőket (például Palotai Károlyt) az oldalvonal mellől. A nemzeti játékvezetéstől 1974-ben búcsúzott.
| Időpont          | Helyszín             | Mérkőzés típusa          | Mérkőzés                    | Játékvezető  | Eredmény | Nézők száma |
| ---------------- | -------------------- | ------------------------ | --------------------------- | ------------ | -------- | ----------- |
| 1974. április 3. | Népstadion, Budapest | utolsó NB I-es mérkőzése | Ferencvárosi TC–Videoton FC | Somlai Lajos | 1 – 1    | 15 000      |

Ars poeticája: "Egy játékvezető működését meghatározza, hogy milyenek a kollégái a partvonalnál. Egy jó partbírónak legalább olyan felkészültnek kell lennie, mint a játékvezetőnek."
1972–1974 között a BLSZ elnökségi tagja volt. Vezetője az MLSZ JB Jogi Bizottságának. Tagja volt a Játékvezető című folyóirat szerkesztőbizottságának, a Központi Népi Ellenőrzési Bizottságnak és 1967-től 1985-ig a fővárosi VI. kerületi tanácsnak. 1979-ben Petri Sándor, az MLSZ JB elnöke több évtizedes áldozatos munkájáért ajándéktárgy jutalomba részesítette.